# Xosé Velo
Xosé Velo Mosquera (Celanova, 21 de abril de 1916 - São Paulo, 31 de enero de 1972) fue un político, escritor y editor antifranquista, antisalazarista y galleguista. Es especialmente conocido por su papel en el exilio como fundador del Directorio Revolucionario Ibérico de Liberación, desde el que organizó la toma del buque portugués Santa María para atraer atención internacional sobre los regímenes de Salazar y Franco y tratar de instigar una revuelta contra ellos en los territorios coloniales africanos.
Velo inició su trayectoria en el galleguismo, siendo nombrado secretario general de la Federación de Mocedades Galeguistas en 1935. Tras el golpe de Estado del año siguiente y la posterior Guerra Civil y represión franquista, fue encarcelado por motivos políticos y posteriormente liberado. En 1948 huyó a Portugal y de ahí a Venezuela, entrando en contacto con grupos latinoamericanos opositores al franquismo y al salazarismo. En 1959 creó junto a otros opositores el Directorio Revolucionario Ibérico de Liberación, que organizó distintas acciones y particularmente la mencionada Operación Dulcinea. Tras ello residió en Brasil como refugiado político y se dedicó a la actividad editorial hasta su muerte en 1972.

## Biografía

### Segunda República y Guerra Civil
Hijo de Lino Velo Castiñeiras, que había sido alcalde conservador de Celanova, y de Manuela Mosquera. En 1926 quedó huérfano de padre. En sus tiempos de estudiante en el colegio de los Escolapios trabó amistad con Celso Emilio Ferreiro, con quien a finales de 1932 fundó las Mocidades Galeguistas en Celanova, formando parte del primer Consejo Nacional de la Federación de Mocedades Galeguistas (FMG). Fue elegido secretario general de la FMG en abril de 1935 y el 24 de abril se casa con Jovita Pérez González.En esta etapa fundó también con Ferreiro la revista Cartafol de poesía (1936).
Tras la sublevación de 1936 contra el gobierno de la República, la Guardia Civil lo detuvo el 21 de julio, aunque salió de la cárcel al poco tiempo y el 14 de marzo de 1937 se tuvo que incorporar al ejército sublevado en la División Acorazada Brunete hasta 1938 en el que volvió a Celanova y al poco tiempo marchó a la Guinea Española. Retornó tras finalizar la guerra y en noviembre de 1939 abrió una academia de enseñanza en Celanova. En 1943 se trasladó a Vigo, dónde abrió otra academia, y debido a que mantenía contactos con organizaciones de la oposición galleguista en el exilio la policía lo detuvo en 1944. Beneficiado por una amnistía salió de la cárcel en 1945 y permaneció durante un año escondido cerca de Celanova.

### Exilio y oposición
En 1948 huyó a Portugal, dónde lo detuvo la PIDE, la policía política portuguesa. Tras su puesta en libertad consiguió salir hacia Venezuela, dónde llegó el 9 de octubre de 1948. Al año siguiente se le unió su familia, que mantuvo trabajando como profesor en academias y colegios privados e incluso en 1959 fue profesor en la Escuela de Suboficiales del Ejército venezolano.
Tras entrar en contacto con organizaciones como Galeuzca y Libertad para España, en 1956 fue nombrado presidente del Lar Gallego (1956), distinto del Centro Gallego, y en el que dirigió el programa de radio dominical La voz de Galicia, la voz de la emigración. y participó en el Primer Congreso de la Emigración Gallega que se celebró entre el 24 y el 31 de julio de 1956 en Buenos Aires. Entró en contacto con Unión de Combatientes Españoles Antifranquistas (UCE), grupo de la oposición española que dirigía Alberto Bayo desde Cuba, y participó en su emisora de radio, Radio Claridad. Pero descontento con la actuación de este grupo organizó con miembros de la oposición portuguesa a la dictadura salazarista exiliados en Sudamérica, como Humberto Delgado y Henrique Galvão y con otros gallegos como José Fernández Vázquez (Jorge de Sotomayor), el Directorio Revolucionario Ibérico de Liberación en 1959.

### DRIL y actividad editorial
Velo fue el cosecretario general junto a Humberto Delgado desde enero de 1960 y participó con otros miembros gallegos y portugueses de esta organización en la toma del buque portugués Santa María, para lo cual asesinaron a un miembro de la tripulación que se encontraba de guardia en el puente de mando, entre el 22 de enero y el 4 de febrero de 1961. Con esta acción pretendían llamar la atención internacional sobre los regímenes dictatoriales de la península ibérica. Tras un acuerdo con el gobierno brasileño, éste reconoció a Velo y al resto de los secuestradores como refugiados políticos.Velo fue un firme defensor de la colaboración entre las oposiciones portuguesa y española, y en su texto «Morra España, Viva España» defendió ideas federalistas iberistas.
Se estableció con su hijo Víctor, que también había participado en la toma del buque, en la ciudad de São Paulo. En 1962 estableció allí la librería Nós y en 1966 la Editora Nós, que solo llegó a publicar una traducción de Rosalía de Castro al portugués, y con la que tenía intención de editar también su propia obra. En 1971 fundó la revista mensual Paraíso 7 días, que publicó cinco números, y comenzó a trabajar en el guion de una serie documental didáctica de título A rebelión dos sinais. Su actividad finalizó con su muerte el 31 de enero de 1972 por un cáncer de pulmón.

## Reconocimientos
En 2000 se publicó la biografía Pepe Velo, de Antonio Piñeiro, y en 2022 se estrenó el documental Xosé Velo. O libertador ibérico, dirigido por Aser Álvarez.Ese mismo año se publicó la antología Xosé Velo. Textos escollidos, y el año siguiente Xosé Velo. Sen fronteiras.

## Libro
- Xosé Velo. Textos escollidos (2022).